# Amalasuintha
Amalasuintha (k. 495 – ngày 30 tháng 4 năm 534/535) là một vương hậu và nhiếp chính của người Ostrogoth. Bà cai trị người Ostrogoth với thân phận nhiếp chính trong thời kỳ con mình còn nhỏ tuổi từ năm 526 đến năm 534 và sau đó là nữ vương từ năm 534 đến năm 535. Bà là con gái út của Theodoricus Đại vương, và tin tưởng vững chắc vào việc duy trì đức hạnh và giá trị của người La Mã. Bà còn nổi tiếng từ mối quan hệ ngoại giao với Hoàng đế Đông La Mã Justinianus I, người sau này kéo quân xâm chiếm nước Ý sau khi bà bị ám sát.

## Đời tư

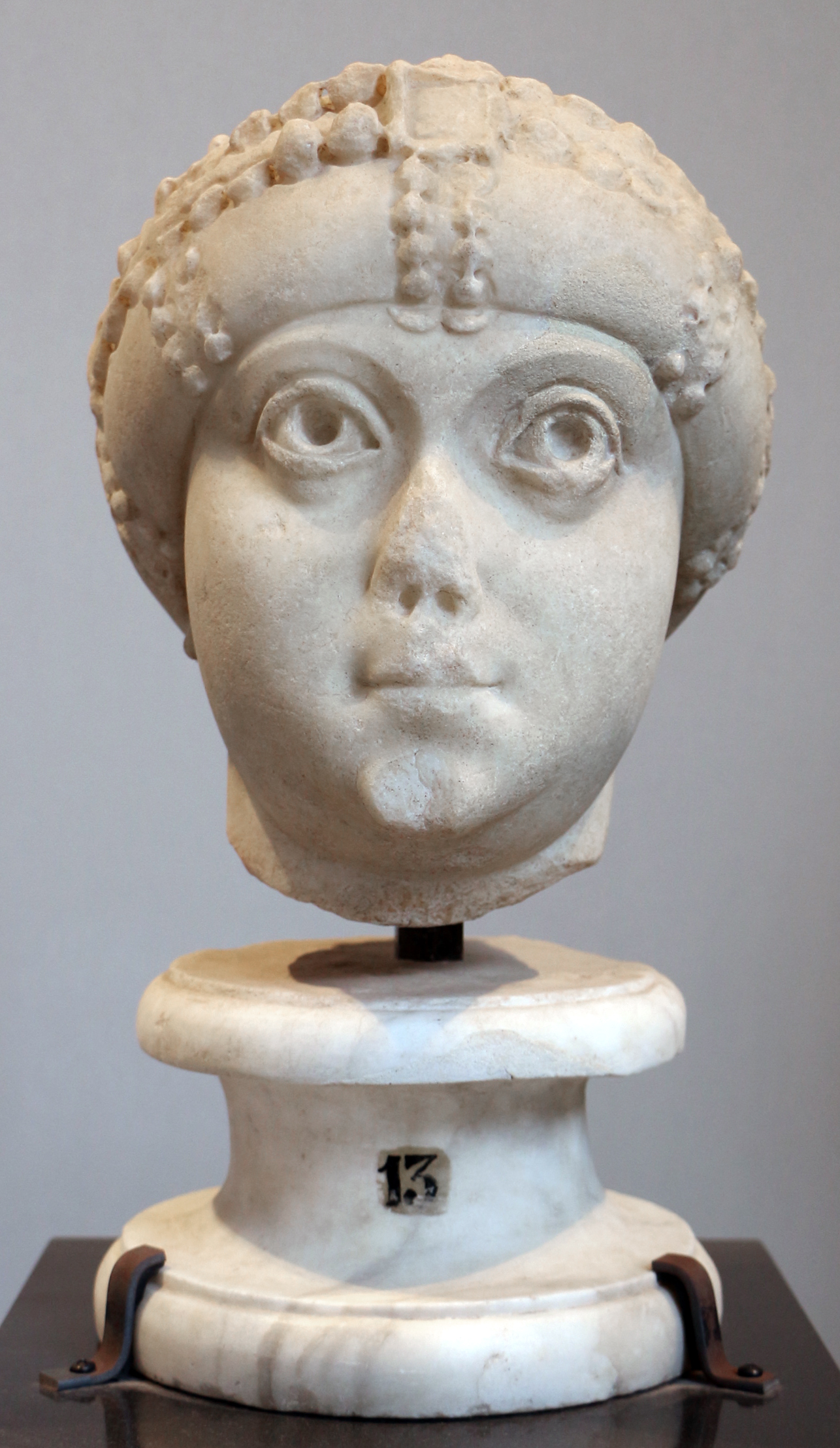
Bức tượng bán thân tại Bảo tàng Capitoline được cho là mô tả Nữ vương Amalasuintha hoặc Hoàng hậu Ariadne

Năm 515, Amalasuintha kết hôn với Eutharic (k. 480 – 522), một quý tộc Ostrogoth của vương triều Amali cũ từng có thời sinh sống ở Vương quốc Hispania theo giáo phái Arius. Chồng bà là con trai của Widerich (sinh k. 450), cháu nội của Berismund (sinh k. 410), và là chắt của Thorismund (mất sau năm 400), vua của người Ostrogoth k. 400. Điều quan trọng đối với cha của Amalasuintha, Theodoricus Đại vương, là phải đem bà gả cho một thành viên hoàng tộc hợp pháp, tránh cho vương tộc Ostrogoth khỏi bị nghi ngờ về xuất thân man di của mình.
Amalasuintha vốn nổi tiếng là người học rộng tài cao và khả năng đọc thông viết thạo tiếng Latinh, Hy Lạp và Goth. Ngoài ra, bà còn am hiểu cả nền triết học cổ đại đến mức có người truyền tụng là bà sở hữu trí tuệ của Solomon. Vào thời đại lúc đó, Amalasuintha còn được mô tả là sở hữu tất cả các đức tính trung tâm mà người La Mã mong đợi ở một nữ nhân cao quý: hạnh phúc, khả năng sinh con đẻ cái và sự nhẫn nại, dù người ta nhấn mạnh nhiều hơn vào phẩm chất của bà trong địa hạt chính trị so với nữ giới, thứ vốn ngăn cách bà với những cô công chúa Ostrogoth khác. Giống như hầu hết người Ostrogoth lúc bấy giờ, Amalasuintha tuân theo đức tin Kitô giáo phái Arian.
Eutharic qua đời có lẻ trong những năm đầu sau khi thành hôn với Amalasuintha, để lại cho bà hai đứa con gồm trai tên Athalaric và gái tên Matasuntha (k. 517 – sau 550).

## Triều đại

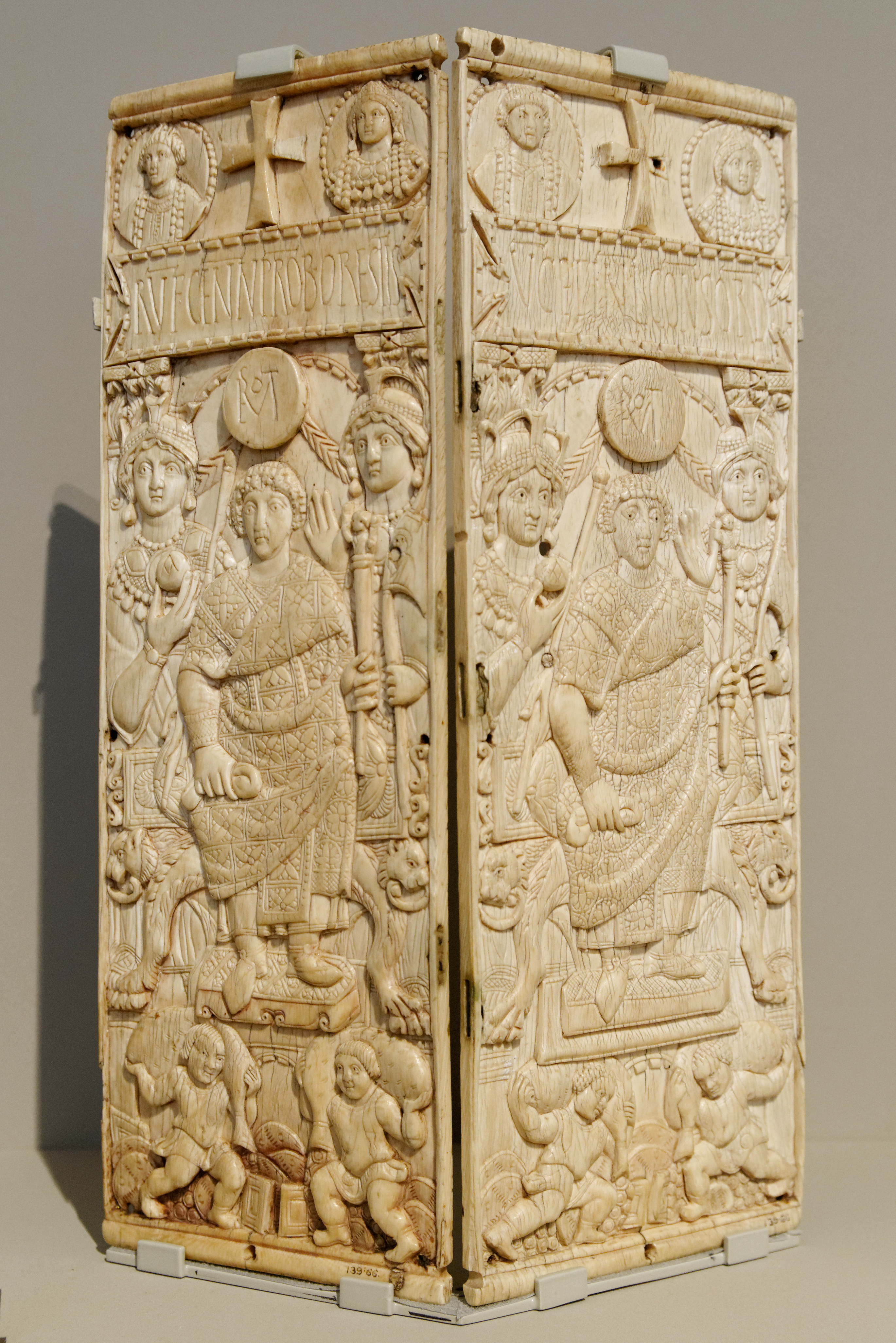
Tranh xếp khắc bản của Rufius Gennadius Probus Orestes tại bảo tàng Victoria và Albert. Chân dung của Amalasuintha và cậu con trai Athalaric ở phía trên dòng chữ khắc, bên cạnh cây thánh giá.

### Nhiếp chính
Sau cái chết của phụ hoàng vào ngày 30 tháng 8 năm 526, cậu con trai của Amalasuintha lên nối ngôi vua khi mới 10 tuổi, vì con mình còn quá nhỏ thế nên bà đành phải ra mặt giữ quyền nhiếp chính ngõ hầu chờ ấu vương lớn khôn đủ sức trị quốc. Ảnh hưởng to lớn của Amalasuintha trong vai trò nhiếp chính có thể được nhìn thấy trong tranh giáp bản của Rufius Gennadius Probus Orestes khắc họa cảnh tượng bà xuất hiện bên cạnh con mình là Athalaric vào năm 530. Thấm nhuần sâu sắc nền văn hóa La Mã cổ đại, bà đã dạy dỗ Athalaric đi theo một lề lối giáo dục tinh tế và mang tính văn học hơn là phải phù hợp với ý tưởng từ các vị cận thần Goth của bà. Nhận thức được bản thân không có uy danh trong triều, bà đã trục xuất – và sau cho hành quyết – ba nhà quý tộc Goth mà bà nghi ngờ họ mưu tính chống đối quyền hành của mình. Đồng thời, bà mở cuộc đàm phán với Hoàng đế Đông La Mã Justinianus I dự định tự mình thu xếp hành trang và mang theo kho báu Goth đến sống tại Constantinopolis. Cái chết đột ngột của tân vương Athalaric vào ngày 2 tháng 10 năm 534 lúc ban đầu không có nhiều thay đổi rõ ràng về sự vụ trong nước.

### Nữ vương
Sau cái chết của Athalaric, Amalasuintha trở thành nữ vương, chỉ cầm quyền trong một khoảng thời gian ngắn trước khi đưa cậu em họ Theodahad lên làm vua cùng mình trông coi việc nước (không phải như đôi lúc có người nói đó là chồng Amalasuintha, vì vợ Theodahad vẫn còn sống), với mục đích củng cố địa vị của bà. Theodahad là một nhà lãnh đạo nổi bật của tầng lớp quý tộc quân sự người Goth, chính là nhóm ra sức phản đối lập trường thân La Mã của bà. Amalasuintha tin rằng sự kết hợp này sẽ giúp thu hút phe nhóm quan lại trong triều nhằm thoát khỏi những lời chỉ trích gay gắt nhất nhắm vào bà. Tuy vậy, Theodahad đã khuyến khích triều thần người Goth bày tỏ thái độ bất bình, và theo lệnh hoặc với sự cho phép ngầm của ông này, binh lính Goth liền xông vào bắt giam Amalasuintha trên đảo Martana, nằm tại hồ Bolsena ở phía bắc Lazio, ít lâu sau bà bị thủ hạ của Theodahad sát hại ngay trong bồn tắm của mình vào ngày 30 tháng 4 mùa xuân năm 534/535.

## Cái chết
Cái chết của Amalasuintha đã tạo cho Justinianus I cái cớ gây chiến với người Ostrogoth và cố gắng chiếm lấy nước Ý. Theo nhà sử học Đông La Mã Procopius, người ta tin rằng Amalasuintha và Justinianus I có mối quan hệ ngoại giao rất thân thiết. Cụ thể hơn, Procopius tin rằng Amalasuintha đang nghĩ đến việc giao lại nước Ý cho Justinianus vào khoảng thời gian bà qua đời. Ngay sau khi Amalasuintha bị giết, con rể của bà là Witigis đã thế chỗ Theodahad làm vua Ostrogoth tiếp theo. Nhờ sự ủng hộ của người dân, Witigis bèn đưa Theodahad vào chỗ chết.

## Sử liệu
Những bức thư của Cassiodorus, đại thần kiêm cố vấn văn học của Amalasuintha, và nguồn sử liệu của Procopius và Jordanes, đã cung cấp cho giới học giả ngày nay thông tin chính về nhân phẩm của Amalasuintha. Cassiodorus là một phần của một nhóm thân La Mã lớn hơn mong muốn La Mã hóa vương quyền của người Ostrogoth cố cựu, thêm bằng chứng nữa về phe cánh thân La Mã tề tựu dưới trướng Amalasuintha.

## Di sản

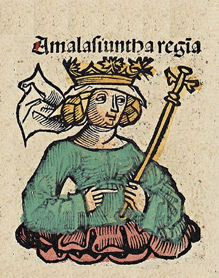
Amalasiuntha regina – tranh khắc gỗ từ Biên niên sử Nuremberg (1493)

Cuộc đời của Amalasuintha được lấy làm đề tài cho một bi kịch, vở kịch đầu tiên do nhà soạn kịch trẻ tuổi Carlo Goldoni chấp bút và trình diễn tại Milano vào năm 1733.
Nhà thơ người România George Coșbuc đã viết một thi phẩm có tựa đề Nữ vương Ostrogoth có mô tả cảnh Amalasuintha (tên là Amalasunda trong bài thơ này) nói chuyện với Theodahad (được nhắc đến với cái tên Teodat trong bài thơ này) ngay trước khi ông ra tay giết bà.
Tiểu hành tinh 650 Amalasuntha được giới thiên văn đặt tên để vinh danh bà.
Amalasuintha được Honor Blackman hóa thân vào vai trong bộ phim năm 1968 nhan đề Kampf um Rom.